# Who Framed Roger Rabbit (videojuego de 1988)
Who Framed Roger Rabbit es un videojuego para DOS, Amiga, Atari ST, Apple II y Commodore 64 que fue publicado por Buena Vista Software en 1988.

## Jugabilidad
El jugador controla a Roger Rabbit a través de cuatro niveles, cada uno de ellos con su propia tarea a completar.
El primer nivel es una carrera entre Roger Rabbit, al volante de Benny The Cab, y la Toon Patrol. El segundo nivel es en el Ink & Paint Club, donde Roger debe corretear entre las mesas recogiendo los trozos de papel, que son partes de la voluntad de Marvin Acme, dejadas por los camareros pingüinos, al tiempo que evita ser expulsado. El tercer nivel es otro escenario de carreras y, en el nivel final, se han de hacer varios gags en la factoría Acme para acabar con las comadrejas y salvar a la mujer de Roger, Jessica.